# فايسيت
الفايسيت (NiS2) معدن يوجد مع الكاتيريت في جمهورية الكونغو الديمقراطية. سمّي باسم يوهانيس فايس Johannes F. Vaes، عالم المعادن البلجيكي .